# Bhajan

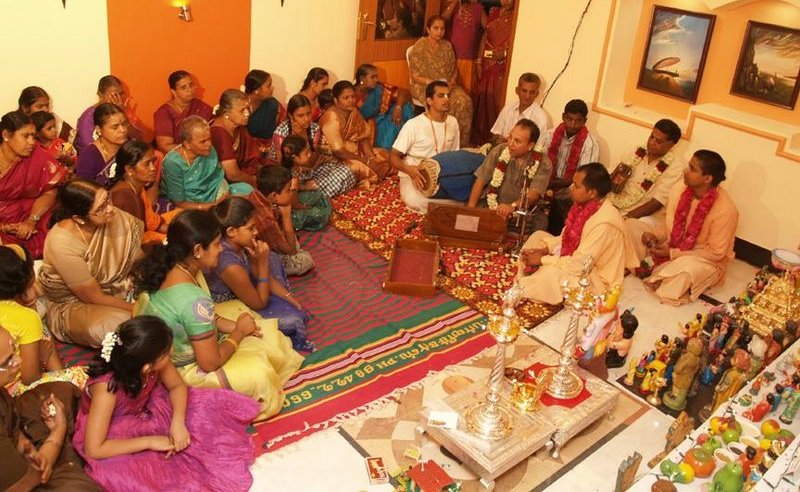
Bhajan i Coimbatore i Tamil Nadu during Navratri-firande.

Bhajan(a) (uttal: /'bhadʒan/) eller (sam)kirtana (sanskr.: kīrtana 'lovsång') är en indisk religiös sång eller sammankomst med sånger. Begreppet används främst inom hinduisk bhaktireligiositet, och på mötena ägnar sig de församlade åt Guds lovsång.

## Beskrivning
På bhajan-sammankomster finns både musicerande och dans. Sjungandet av gudsnamnet (namakirtana) är ett stående inslag, och en starkt känslomässig atmosfär (vilken kan leda till trans) skapas.

## Historik och utbredning
Musikformen uppstod under 800- och 900-talet ur Alvar bhakti-rörelsen.
Dessa möten/sånger är populära i norra Indien under namnet (sam)kirtana, bland annat hos Krishnarörelsen, medan bhajan(a) är vanligare benämning i södra Indien. Sångerna sjungs ofta på kirtan, festsammankomster i bhakti-sammanhang.
En bhajan-sång är i grunden lyrisk och innehåller en lovsång och kärleksförklaring av det gudomliga. Namnet bhajan är relaterat till bhakti, begreppet för religiös hängivelse, något som antyder dess betydelse för bhaktirörelsen. Denna spreds från södra Indien till hela den indiska subkontinenten under mogulernas era.